# Trichypena
Trichypena là một chi bướm đêm thuộc họ Erebidae.